# Ondřej Chrást
Ondřej Chrást (* 1980 Františkovy Lázně) je český manažer v oblasti kultury a vzdělávání a politik Pirátské strany. Od ledna 2022 do listopadu 2024 náměstek ministra kultury, od října 2018 zastupitel městské části Praha 6. Absolvoval obory psychosociální studia a teologii na Univerzitě Karlově. V současné době působí jako koordinátor kulturní pomoci na Ukrajinu. Od roku 2018 člen Pirátů.

## Život
Vystudoval psychosociální studia a teologii na UK a v současné době se pohybuje také na Fakultě podnikohospodářské Vysoké školy ekonomické v Praze, v oboru Ekonomika a management v rámci katedry Arts managementu.

## Odborné působení
Od roku 2016 působil také jako tajemník Sdružení profesního terciárního vzdělávání (SPTV), kde byl jako odborník v mnoha mezinárodních projektech v oblasti inovací profesního terciárního vzdělávání.
V letech 2014 až 2017 byl koordinátorem 700. výročí narození Karla IV.
Od července 2019 do března 2022 působil také v dozorčí radě společnosti Prague City Tourism. Od roku 2021 působí ve správní radě Husitského centra, o.p.s., které provozuje kulturní centrum Žižkostel na Praze 3.
Je zakladatelem Iniciativy zachrantevily.cz na záchranu pražských vil na Špejcharu.
V rámci Ministerstva kultury po ruské invazi na Ukrajinu řídil Ondřej Chrást rozsáhlý projekt Kulturní pomoc Ukrajině, v jehož rámci spolu s příspěvkovými organizacemi ministerstva, Národní knihovnou a Národním muzeem organizoval a koordinoval pomoc při záchraně a digitalizaci kulturního dědictví Ukrajiny. V rámci této pomoci také při projektech Archa 1, Archa 2 a Archa 3 propojil stát se soukromým sektorem. Mobilní pracoviště Archa 1 již bylo zasláno a pracuje v Kyjevě. Cílem projektu je poskytnutí mobilních záchranných a digitalizačních pracovišť, která budou působit, po dohodě s ukrajinským Ministerstvem kultury a ukrajinskými institucemi přímo na Ukrajině. Kulturní pomoc Ukrajině je komplexním programem zahrnujícím např. také projekty arteterapie ve Lvově, či propagaci současných ukrajinských umělců a další menší či větší aktivity.
Projekt kulturní pomoci Ukrajině vede nadále jako koordinátor od listopadu 2024.

## Politické působení
Je vedoucí odborného týmu pro kulturu Pirátské strany, působí v celé řadě odborných komisí v Praze 6 i na Magistrátu hlavního města Prahy.
Od listopadu 2022 do listopadu 2024 byl předsedou krajského sdružení Pirátů v Praze, předtím od listopadu 2020 působil jako 1. místopředseda. Působil také v předsednictvu místního sdružení Pirátů v Praze 6.
V komunálních volbách v roce 2018 byl lídrem kandidáty Pirátů Zastupitelstva městské části Prahy 6, z pozice lídra byl zvolen zastupitelem. Kandidoval také z 50. místa kandidátky do Zastupitelstva hlavního města Prahy, ale v tomto případě neuspěl. Mandát zastupitele městské části Praha 6 obhájil i v komunálních volbách roce 2022.
Na částečný úvazek působil v letech 2019–2021 jako asistent pirátské poslankyně Lenky Kozlové, u níž se věnoval problematice vzdělávání a kultury.
V roce 2021 se stal volbou Celostátního fóra Pirátské strany členem vládního týmu koalice Pirátů s Starostů pro kulturu a je spolutvůrce programu této koalice pro kulturu. Z této pozice byl jedním z kandidátů Pirátů a Starostů na pozici ministra kultury. Ve volbách do Poslanecké sněmovny v roce 2021 byl na devátém místě kandidátky Pirátů a Starostů v Praze, ale nebyl zvolen. Po ustanovení vlády Petra Fialy byl na základě koaliční dohody koalice SPOLU a koalice Pirátů a Starostů jmenován náměstkem ministrem kultury Martina Baxy.
Na Ministerstvu kultury se jako náměstek v letech 2022 - 2024 věnoval zahraniční prezentaci české kultury. Klíčovou roli sehrál při reformě a digitalizaci dotačních titulů Ministerstva kultury. Jeho velkým tématem byla také kulturní pomoc Ukrajině, v rámci zahraniční prezentace české kultury koordinoval např. kulturní program českého předsednictví v Radě EU 2022. Vedl také delegaci České republiky na konferenci Unesco-Mondiacult v Mexiku a reprezentoval ministerstvo i Českou republiku při mnoha dalších oficiálních příležitostech doma i v zahraničí. V rámci svého působení na Ministerstvu kultury a byl také zodpovědný za implementaci stávající a přípravu nové Státní kulturní politiky. Na Ministerstvu kultury skončil po odchodu Pirátů z vlády koncem listopadu 2024.